# Mitologia olmeca
A mitologia olmeca influenciou significativamente o desenvolvimento social e a visão mitológica do mundo na Mesoamérica. Muitos acadêmicos veem ecos dos seres sobrenaturais olmecas nas religiões e mitologias de quase todas as culturas mesoamericanas pré-colombianas posteriores.
A civilização olmeca desenvolveu-se no sul da costa do golfo do México, no que é hoje o México, nos séculos anteriores a 4000 a.C. A sua existência prolongou-se até 400 a.C., altura em que foi abandonada La Venta. A cultura olmeca é muitas vezes considerada a "cultura mãe" das culturas mesoamericanas posteriores.
Não existe qualquer relato direto sobre a crença religiosa olmeca, ao contrário do que sucede com a civilização maia e o seu Popol Vuh, ou com os astecas, com os seus numerosos códices e relatos dos conquistadores.
Assim, os arqueólogos são obrigados a depender de outras técnicas para reconstruírem as crenças olmecas, sobretudo:
- análise tipológica de artefatos olmecas;
- comparação com culturas pré-colombianas posteriores, mais bem documentadas.

Utilizando estas técnicas, os investigadores conseguiram discernir várias deidades ou seres sobrenaturais distintos. Entre estas representações incluem-se a serpente emplumada, um homem das colheitas com milho crescendo da sua cabeça, e um espírito da chuva que se assemelha a um anão ou a uma criança.

## Serpente emplumada

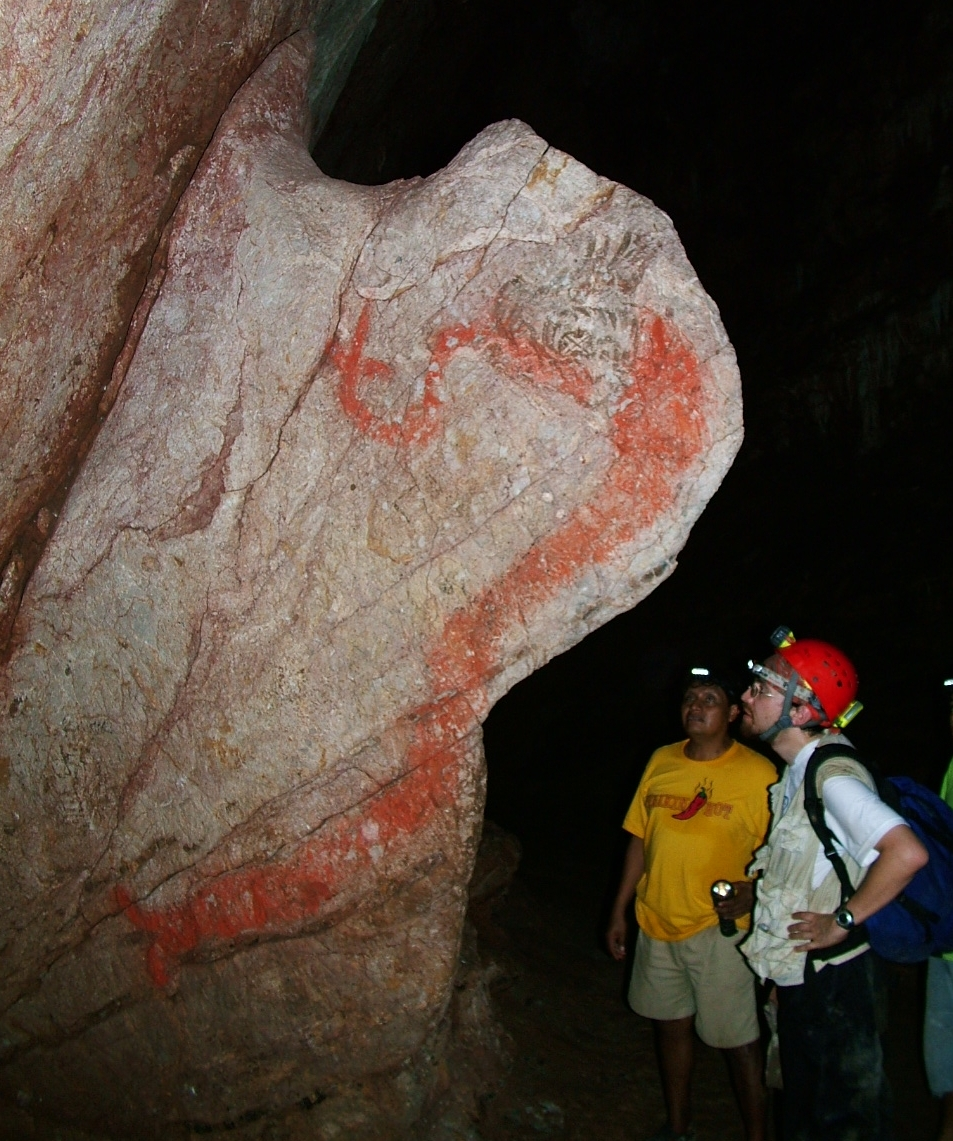
Uma serpente emplumada de estilo olmeca, pintada nas paredes de uma das grutas de Juxtlahuaca.

A figura mitológica da Serpente Emplumada representada por toda a América do Norte e Mesoamérica remonta provavelmente aos tempos olmecas. Nas tradições posteriores a serpente com plumas de quetzal era conhecida como a inventora dos livros e do calendário, a dadora do milho à humanidade e, às vezes, como símbolo de morte e ressurreição, muitas vezes associada a Vénus. Os maias conheciam-na como Kukulkán e os quichés como Gukumatz. Os toltecas representavam a serpente emplumada como Quetzalcoatl, rival de Tezcatlipoca. A arte e iconografia demonstram claramente a importância da deidade da Serpente Emplumada no período clássico e na arte olmeca.

## O Homem das Colheitas
O Homem das Colheitas é uma figura de fertilidade na mitologia mesoamericana. Entre os olmecas, os deuses eram muitas vezes representados  com a testa "rachada", talvez identificando esta característica como divina. Um machado ritual esculpido encontrado em Veracruz mostra uma representação do deus II, ou deus do Milho, com milho crescendo da rachadura na sua cabeça e mostrando-o igualmente com a boca aberta típica do jaguar (Coe 1972:3).
O Homem das Colheitas era um homem ou rapaz humano que escolheu dar a sua vida para que o seu povo pudesse cultivar comida. O heroico Homem das Colheitas é por vezes ensinado ou assistido por uma figura divina do outro mundo. Os mitos do povo popoluca de Veracruz fazem dele um herói tribal, por vezes chamado Homshuk, cuja morte dá comida a toda a humanidade". Nas versões asteca, tepe cana e tarasca, ele é enterrado e milho e tabaco crescem da sua sepultura. Um mito dos quichés cristianizados conta que, durante e após a sua crucificação, milho e outras colheitas jorraram do corpo de Jesus.

## Espírito da Chuva
A imagem olmeca do espírito da chuva aparece frequentemente na mitologia de culturas sucessoras. Invariavelmente, o espírito da chuva é masculino, embora possa ter uma esposa que partilha da sua autoridade sobre as águas. Muitas vezes é percebido como uma criança ou jovem homem, às vezes como anão. Pode também ser representado como um poderoso deus da chuva, com muitos ajudantes.
Nas tradições asteca e maia, o senhor da chuva é um espírito mestre, com vários ajudantes. O seu nome na língua dos astecas é Tlaloc, e os seus ajudantes são os tlaloque. Os maias do Iucatã reconhecem Chaac e os chacs. Na região da Guatemala, estes espíritos são muitas vezes associados com deuses do trovão e relâmpago bem como com a chuva. Em algumas tradições, como a dos pipiles de El Salvador, a figura do mestre encontra-se ausente, e o mito foca-se sobre as "crianças da chuva", ou "rapazes da chuva". Os náuatles modernos consideram estes numerosos espíritos anões, ou "gente pequena". No estado de Chiapas, o povo zoque diz que os espíritos da chuva são muito velhos mas parecem-se com rapazes.

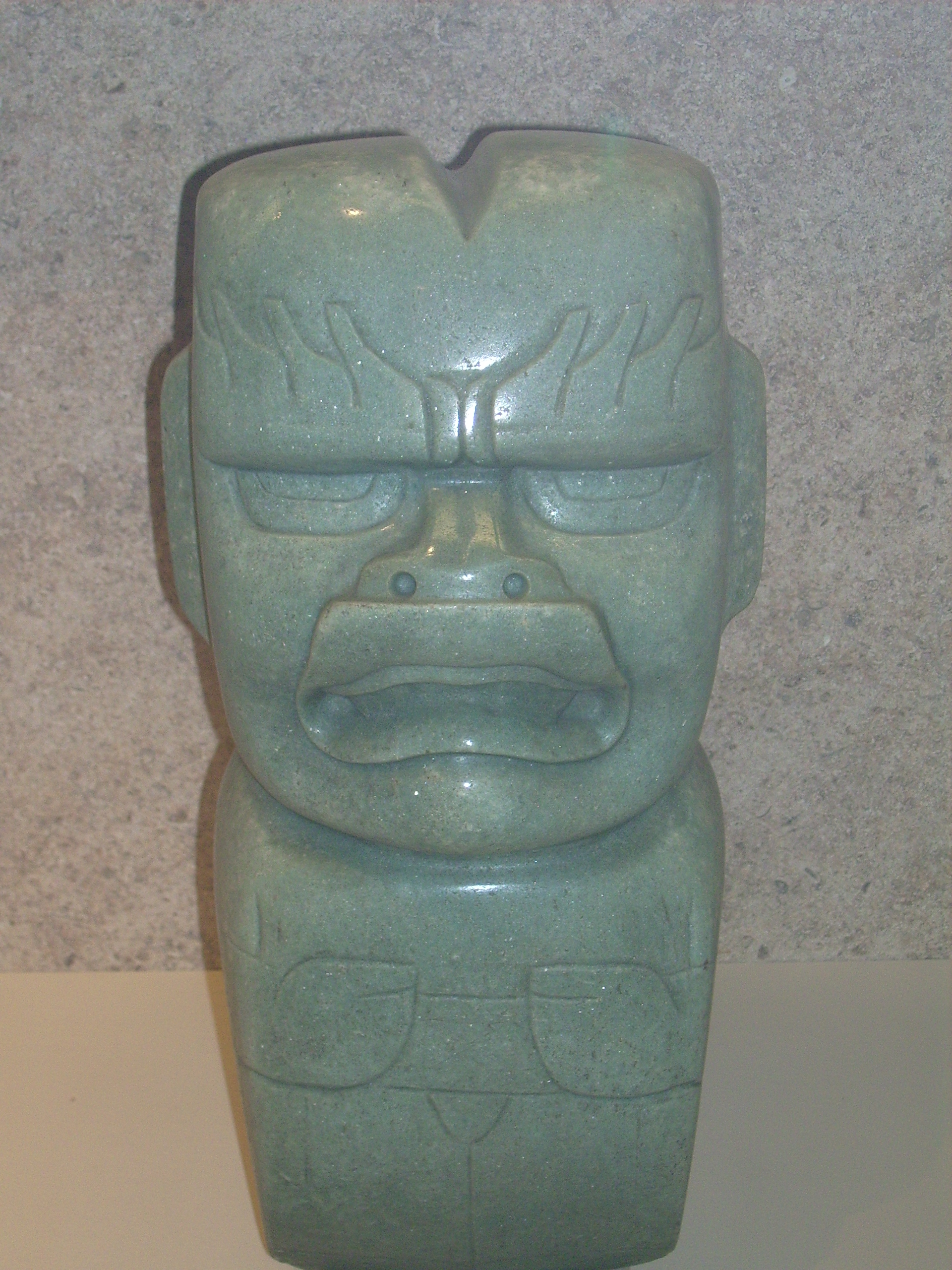
Machado votivo com o motivo do jaguar-homem, em jadeíte verde, Museu Britânico. Repare-se na boca voltada para baixo e na cabeça dividida.

## Jaguar
Os olmecas talhavam figuras humanas muito distintas em pedra, algumas de tamanho monumental. Itens menores eram talhados em jade fino e jadeíte, incluindo muitas figuras humanas com fortes traços de jaguar. Como o jaguar era um predador indígena da região, as figuras de jaguares podem ser uma representação visual do mito olmeca sobre a interação do jaguar ou dum espírito de jaguar com os seres humanos. Apesar do grande número do que se pensa serem imagens de jaguares ou de jaguares-homens, não se sabe se a cultura olmeca considerava realmente o jaguar ou o jaguar-homem como um deus ou deidade (como os egípcios consideravam Anúbis, por exemplo).
A imagem do jaguar encontra-se em muitas inscrições maias e a palavra b'alam, "jaguar", é um elemento nos nomes de heróis míticos e de alguns governantes maias.